# Neuhaus (Karintia)
Neuhaus (szlovénül: Suha) osztrák község Karintia Völkermarkti járásában. 2016 januárjában 1025 lakosa volt.

## Elhelyezkedése

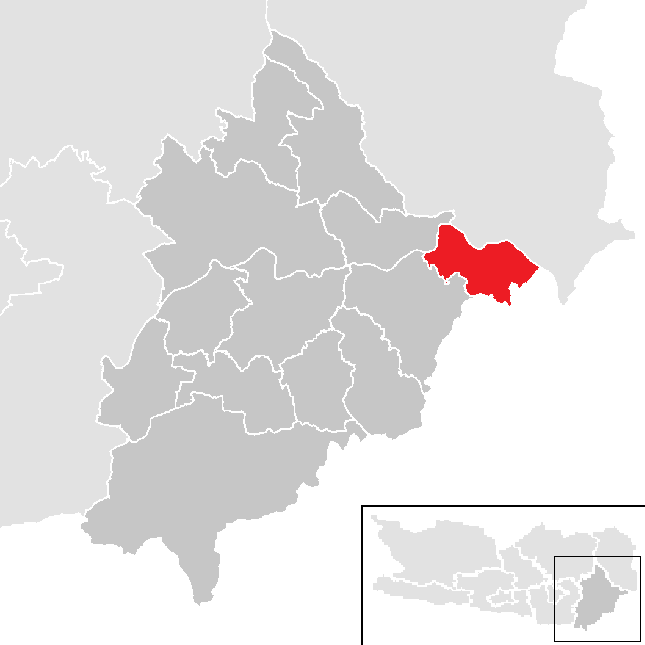
Neuhaus a Völkermarkti járásban

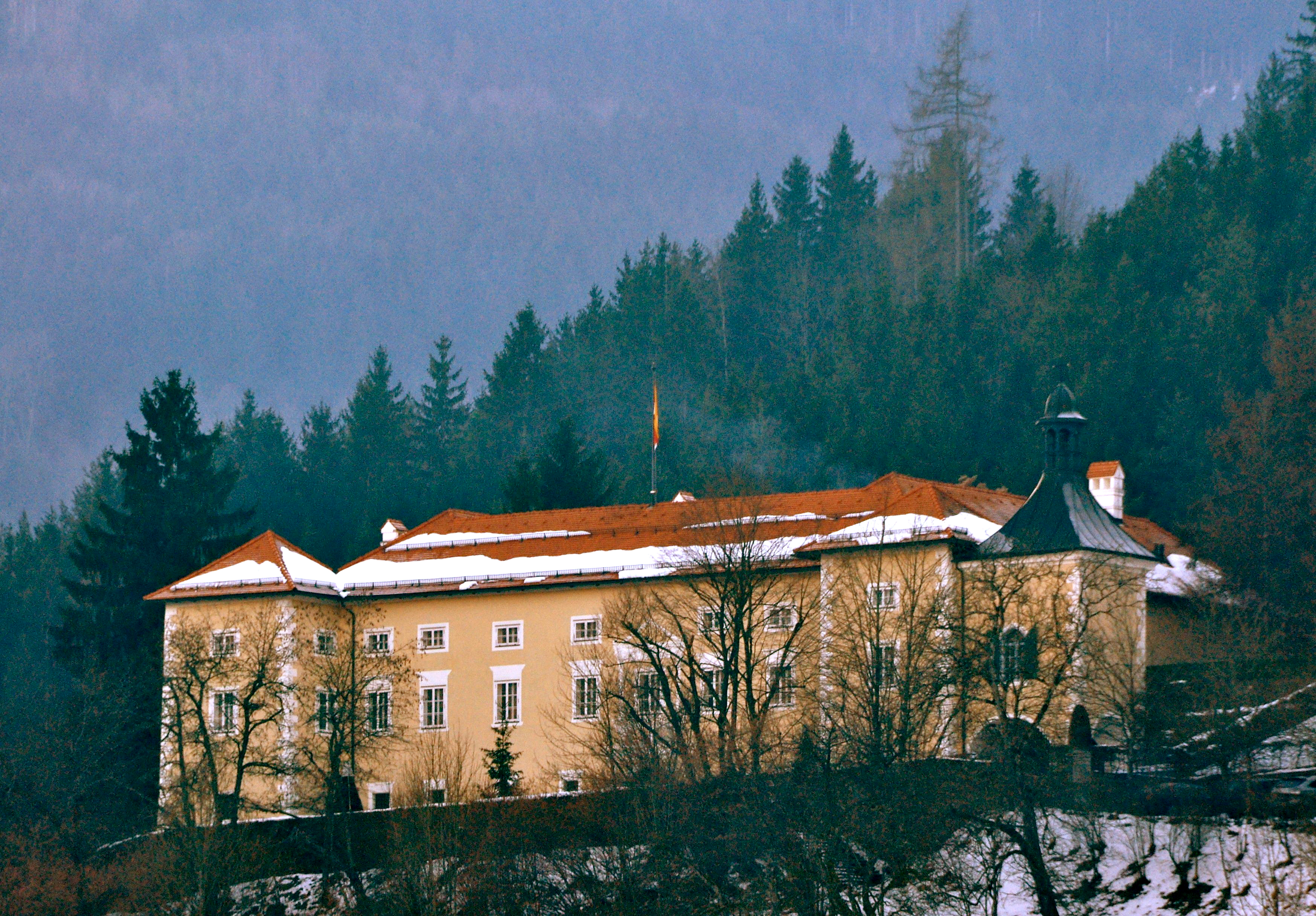
Neuhaus vára

Neuhaus Karintia délkeleti részén helyezkedik el, a Jauntal völgyének keleti felén, a Drávától délre, közvetlenül a szlovén határnál. Az önkormányzathoz 16 kisebb-nagyobb falu és településrész tartozik: Bach (66), Berg ob Leifling (21), Draugegend (0), Graditschach (32), Hart (71), Heiligenstadt (19), Illmitzen (34), Kogelnigberg (25), Leifling (26), Motschula (85), Neuhaus (127), Oberdorf (57), Pudlach (293), Schwabegg (186), Unterdorf (31), Wesnitzen (30).
A környező települések: délnyugatra Bleiburg, északnyugatra Ruden, északra Lavamünd, délkeletre Dravograd (Szlovénia), délre Ravne na Koroškem (Szlovénia).

## Története
Neuhaust először 1288-ban említik írásos források Newenhavse formában, bár a községhez tartozó Leiflingről már 1154-ben (Liwuelich), Schwabeggről pedig 1212 (Castrum Swabec) is történik említés. A 13. század végén a Heunburg-család megépítette a neuhausi várat.
Az önkormányzat a mai formájában 1958-ban jött létre, amikor a korábban önálló Leifling és Schwabegg csatlakozott Neuhaushoz.

## Lakosság
A neuhausi önkormányzat területén 2016 januárjában 1025 fő élt, ami visszaesést jelent a 2001-es 1236 lakoshoz képest. Akkor a helybeliek 96,9%-a osztrák, 1,0%-a pedig német állampolgár volt. A szlovén nemzetiség aránya 13,2%-ot tett ki. 96,5% katolikusnak, 1,4% evangélikusnak, 1,3% pedig felekezeten kívülinek vallotta magát.

## Látnivalók

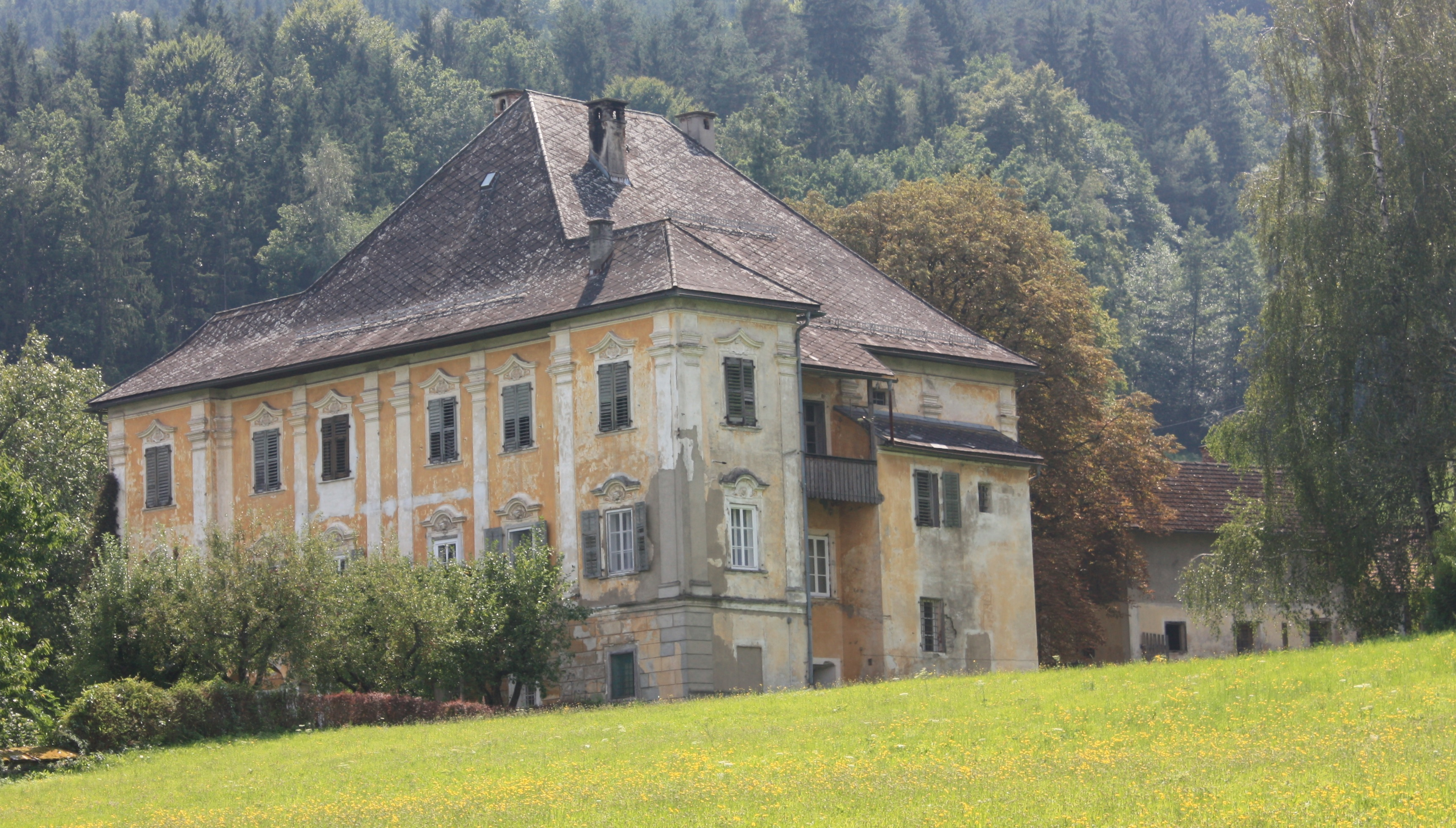
Az Eberwein-kastély

- a neuhausi plébániatemplom
- a schwabeggi plébániatemplom
- a neuhausi vár
- a leiflingi Eberwein-kastély
- a Patek-malom múzeuma
- a Liaunig-múzeum

## Fordítás
- Ez a szócikk részben vagy egészben  a   Neuhaus (Kärnten) című német Wikipédia-szócikk ezen változatának fordításán alapul.  Az eredeti cikk szerkesztőit annak laptörténete sorolja fel. Ez a jelzés csupán a megfogalmazás eredetét és a szerzői jogokat jelzi, nem szolgál a cikkben szereplő információk forrásmegjelöléseként.